# Aïn Benian (Alger)
Ne doit pas être confondu avec Aïn Benian (Aïn Defla).
 (octobre 2010).
Si vous disposez d'ouvrages ou d'articles de référence ou si vous connaissez des sites web de qualité traitant du thème abordé ici, merci de compléter l'article en donnant les références utiles à sa vérifiabilité et en les liant à la section « Notes et références ».
Aïn Benian est une commune de la wilaya d'Alger en Algérie, située dans la banlieue Ouest d'Alger.

## Géographie

### Situation
Aïn Benian est située sur la bande côtière algérienne, à 19 km environ à l'ouest d'Alger.

### Relief, hydrographie
Le territoire de la commune se répartit sur colline d’Aïn-Bénian avec une pente légère qui varie de 0 % à 10 %, qui constitue 80 % de la superficie totale de la commune[réf. nécessaire].
L'oued Beni Messous marque la limite sud de la commune.

### Voies de communication et moyens de transport

#### Routes
Ain Benian reste une commune assez enclavée, elle n'est traversée que par la RN11.

#### Transport en commun
Elle est desservie par les lignes 12, 99 et 120 de l'Entreprise de transport urbain et suburbain d'Alger (ETUSA).

## Urbanisme
La ville qui s'est créée autour du Ras El Kantra et la plage de la Madrague s'est considérablement agrandie depuis la fin des années 1990. Le plateau agricole qui se situait dans l'arrière pays connait une très forte urbanisation avec l'érection de grands ensembles urbains.

## Histoire
Entre le cap Caxine et la presque-île de Ras El Kantra se trouve la source de Ain Benian. Ce coin isolé de la commune de Chéraga sans accès routier ne sera colonisé qu'en 1847 mais le village mettra du temps à trouver son essor, jusqu'à l'ouverture de l'axe routier qui le relie à Alger par la corniche. En 1852, il est nommé Guyotville en hommage au comte Guyot, directeur de l'Intérieur de la Colonisation sous le gouvernement Bugeaud. La petite ville devient une commune de plein exercice en 1874.
La localité prend le nom d'Aïn Benian après l'indépendance de l'Algérie en 1962.
En 1984, elle sera amputée de sa partie est, avec la création de la commune d'El Hammamet alors que le reste de la commune de Ain Benian est intégrée dans la nouvelle wilaya de Tipaza.
Après la création du gouvernorat du Grand-Alger en 1997, Aïn Bénian rejoint de nouveau les communes de la wilaya d'Alger et constitue, avec les communes de Chéraga, Dely Ibrahim, El Hammamet et Ouled Fayet, la daïra de Chéraga.

## Démographie
| 1867 | 1884 | 1892  | 1902  | 1912  | 1923  | 1936  | 1954   | 1960   |
| ---- | ---- | ----- | ----- | ----- | ----- | ----- | ------ | ------ |
| 321  | 985  | 1 983 | 2 820 | 3 901 | 5 065 | 6 736 | 12 266 | 20 682 |

| 1966   | 1977   | 1987   | 1998   | 2008   | - | - | - | - |
| ------ | ------ | ------ | ------ | ------ | - | - | - | - |
| 17 877 | 29 732 | 35 775 | 52 343 | 68 354 | - | - | - | - |

## Administration

### Jumelages
- Givors (France)

## Économie

### Tourisme
La station balnéaire d'El Djamila (anciennement La Madrague), située à l’extrême ouest de la commune, constitue la principale zone touristique de la commune. Le littoral nord de la commune est constitué de petites plages de sable doux ou de rochers, telles que les plages de « la Jeunesse », « El Bahdja », «le casino», « la Fontaine », « Savoyant » et « l’Îlot ».
Un hôtel Cinq étoiles nommé Africana est en cours de construction.

## Institut national de recherche forestière
Cette commune côtière abrite l'Institut national de recherche forestière (INRF) dans la forêt de Baïnem.

## Sport
La commune d'Ain Bénian possède 3 clubs de football : Jeunesse Sportive Baladiat Ain Benian (JSBAB), Wifak Baladiat Ain Benian (WBAB) (bleu et blanc), Union Sportive Ain Benian (USAB) (rouge et blanc). Au stade Ben Rahmoun Rachid (stade Guyotville)

## Personnalités liées à la commune
- Roland Simounet (1927–1996), architecte, y est né.
- Robert Buigues (1950-), footballeur et entraîneur, y est né.